# 毬 (植物学)

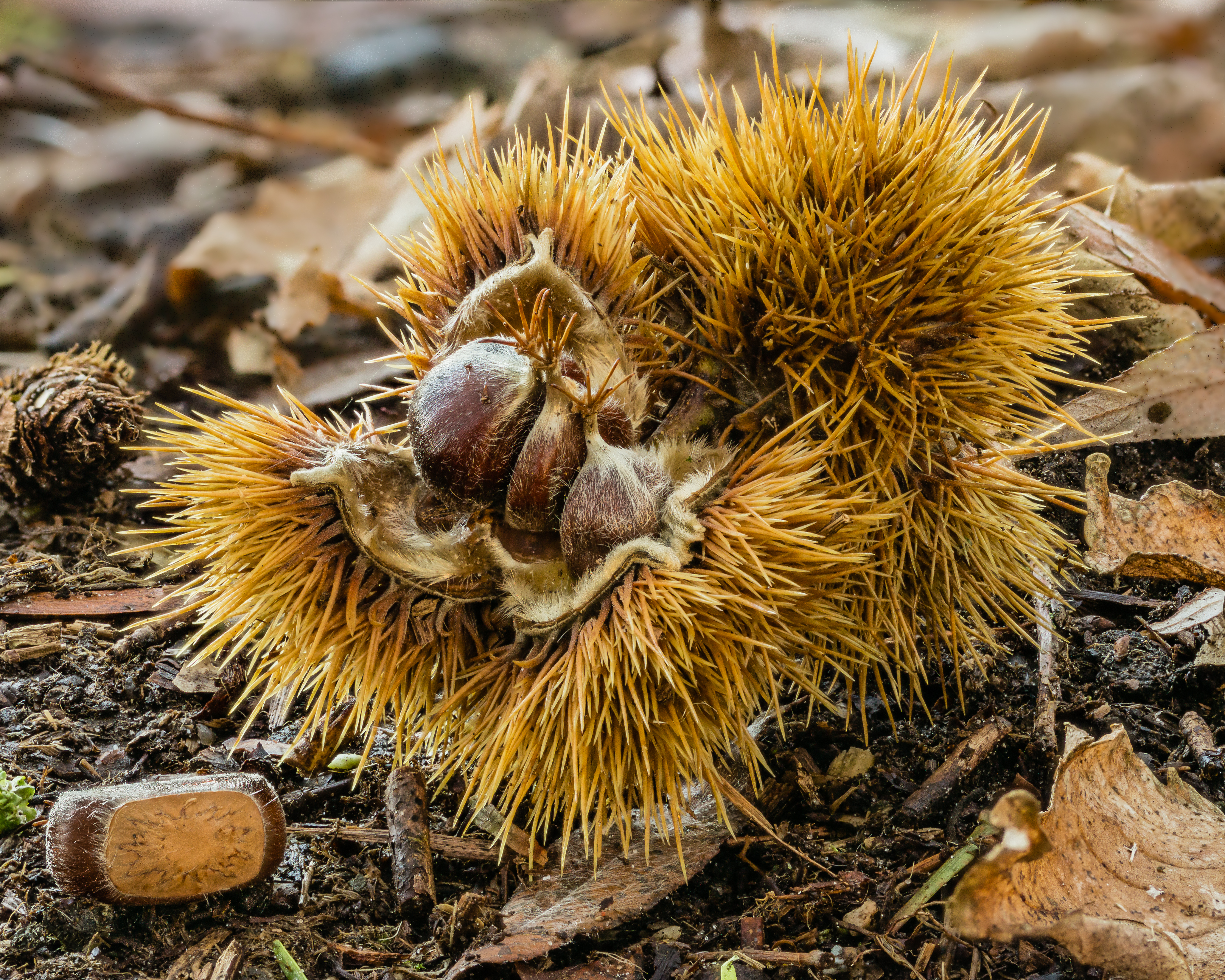
クリの毬

植物の毬（いが）とはクリ（Castanea crenata）やセイヨウトチノキ（Aesculus hippocastanum）などの種子を覆う棘のついた外皮をいう。植物学上、毬は総苞がカプセル状に発達したもので、熟すと開裂する。棘は総苞片の腋から出る腋芽の発達したものである。

## クリの毬
クリの毬はカプセル状に発達した総苞により形成されており、その中にクリの種子が包まれている。クリの古毬に寄生する菌類として、ユーラシア大陸のLanzia echinophila と北アメリカ大陸のCiboria americanaの二種が知られている。

## セイヨウトチノキの毬
セイヨウトチノキの毬は蒴果、すなわち種子を覆う果皮が裂ける裂開果の一種である。

## 文化
ラ・ノルヴィール市（エソンヌ県）の紋章の意匠はクリの木とクリの毬である。
ルドン市（ブルターニュ地方）には「金色の毬」（La Bogue d'or）という祭典がある。この祭典は、オート＝ブルターニュ地方の歌謡・音楽・伝承の評価を高めるためにジャン＝ベルナール・ヴィジェッティが中心となって1975年に創設され、ヴェレーヌ地方のブルターニュ文化協会によって毎年10月第4週目に開催されている。祭典名は、ルドン市の特産であるクリに由来する。「金色の毬」はフランスの無形文化遺産の一つに登録されている。